# قزل‌یر
کیزیل‌یر (به ترکی استانبولی: Kızılyer) یک منطقهٔ مسکونی در ترکیه است که در فکه، ترکیه واقع شده‌است.